# Иеракиты

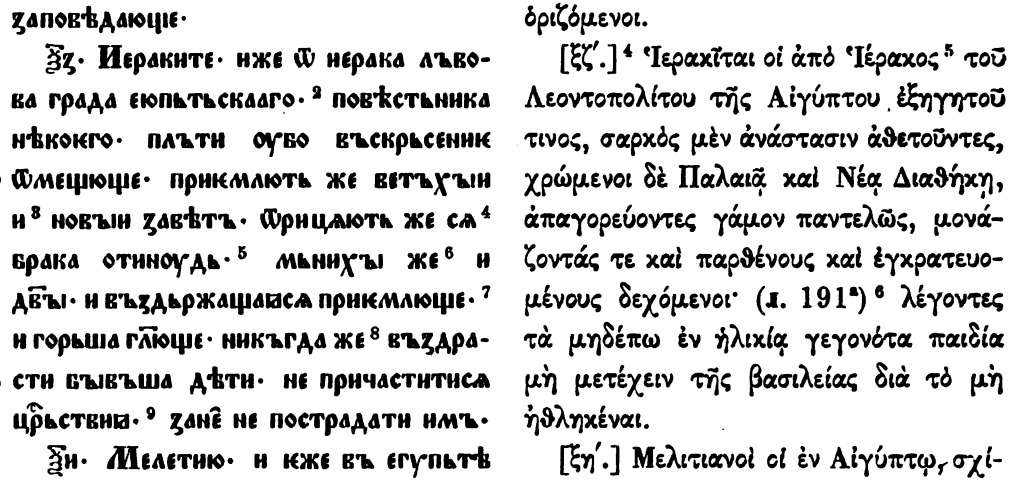
Иеракиты в книге В. Н. Бенешевича Древнеславянская кормчая XIV титулов без толкования. СПб, 1907. Т. 1.

Иераки́ты (др.-греч. ἱερακῖται; др.-рус. иєракитє) — ересь или секта, описанная в конце IV века Епифанием в «Панарионе» в числе 80 ересей и Иоанном Дамаскиным в книге «О ста ересях вкратце», у обоих авторов это 67 ересь.
Иеракиты получили своё название от имени основателя — Иерака. Иеракиты пользовались книгами Ветхого и Нового Завета; совершенно отвергали воскресение плоти. Выражения и фразы Священного Писания о воскресении толковали и понимали как относящиеся только к одной душе и называли это воскресением духовным.
Согласно вероучению иракитов брак был допустим только в ветхом завете, до пришествия Христа; после пришествия Христа, в новом завете брачное сожительство недопустимо. Живущие в браке не могут наследовать царство небесное. По этой причине в свою религиозную общину иеракиты принимали исключительно безбрачных: монашествующих, девственниц, воздержников и вдовцов. Согласно вероучению иракитов дети, ещё не достигшие зрелого возраста, не причастны царству небесному, потому что не совершили никакого подвига. В вопросах триадологии учение иеракитов совпадало с учением Оригена, они верили в то, что Сын истинно рожден от Отца и Дух Святый происходит от Отца.